# サン＝トゥアン
サン＝トゥアン （Saint-Ouen）は、フランス、イル＝ド＝フランス地域圏、セーヌ＝サン＝ドニ県のコミューン。

## 地理
サン＝トゥアンはパリ郊外（バンリュー）にある。コミューンの南部でパリ17区、パリ18区と接しており、ポルト・サン＝トゥアンを通じて往来が可能である。西側のクリシーや東側のサン＝ドニとともに歴史的なペイ・ド・フランス地方の南の一部である。
1860年、アドルフ・ティエールが築いた防衛用の市壁であるティエールの城壁（fr）の内側にあったコミューンはパリに併合された。このとき、かつて独立したコミューンであったモンマルトル及びラ・シャペルの各一部が市壁の外側にあったことから、これらの領域がサン＝トゥアンに併合された。

## 交通
- 道路 - ペリフェリック、A86、高速道N14
- 鉄道 -
  - パリメトロ13号線 -メリー・ド・サン＝トゥアン駅、ガリバルディ駅（パリ市内のポルト・ド・サン＝トゥアン駅やサン＝ドニ市内のカルフール・プレイエル駅のほかパリ市内のパリメトロ4号線ポルト・ド・クリニャンクール駅も近接している。）
  - RER C線 -サン＝トゥアン駅

## 歴史・経済
コミューンの名は、ヴィッラ・クリッピアクム（Villa Clippiacum）で死去したルーアン司教であった聖ウアンに由来する。イングランドでは聖オーウェンと呼ばれた聖人の遺物は、カンタベリーへ運ばれた。聖人のラテン語名はAudœnus Dadoといい、サン＝トゥアン住民がオドニアン（Audonien）と自称するのはこのためである。686年に聖人が帰天後、ウアンが暮らした家は巡礼地となり、小さな村は信仰の中心地となっていった。メロヴィング朝時代、王家のヴィラが建てられてからサン＝トゥアンの歴史が始まった。ダゴベルト王時代の名をクリッピアクムといった。
フランス革命中の1793年、コミューンの名はバン＝シュル＝セーヌ（Bains-sur-Seine）と改名された。
1830年、川港とドックが完成した。これによりサン＝トゥアンは川の駅として目覚しい経済発展を始めた。1862年にこれらはパリ北駅やパリ東駅へ向かうプティト・サンチュールと連結された。化学工業、金属加工業が伸びて好景気は第一次世界大戦末期まで続いた。1960年代から1980年代まで産業の空洞化を経験し、経済基盤が一新された。現在はコミューン内に32,000人を雇用する3,300箇所の事業所がある。

## みどころ
- 蚤の市 - サン＝トゥアン市内クリニャンクールで毎週土曜日・日曜日・月曜日に開催され、世界中から古物商が集まる[1]。
- サン＝トゥアン城 - 17世紀。一時はポンパドゥール夫人やジャック・ネッケルが所有した。現在はコミューンが所有し、地元歴史博物館となっている。
- スタッド・ド・パリ - サッカークラブレッドスターFC93のホーム・スタジアム

## 姉妹都市
- テルニ、イタリア
- サルフォード、イギリス
- ルセ、ブルガリア
- ポドリスク、ロシア

## 出身者
- ジミ・トラオレ：サッカー選手
- アンドレ・ルデュック：自転車競技選手
- マチルダ・メイ：女優、歌手